# Hugo Stinnes

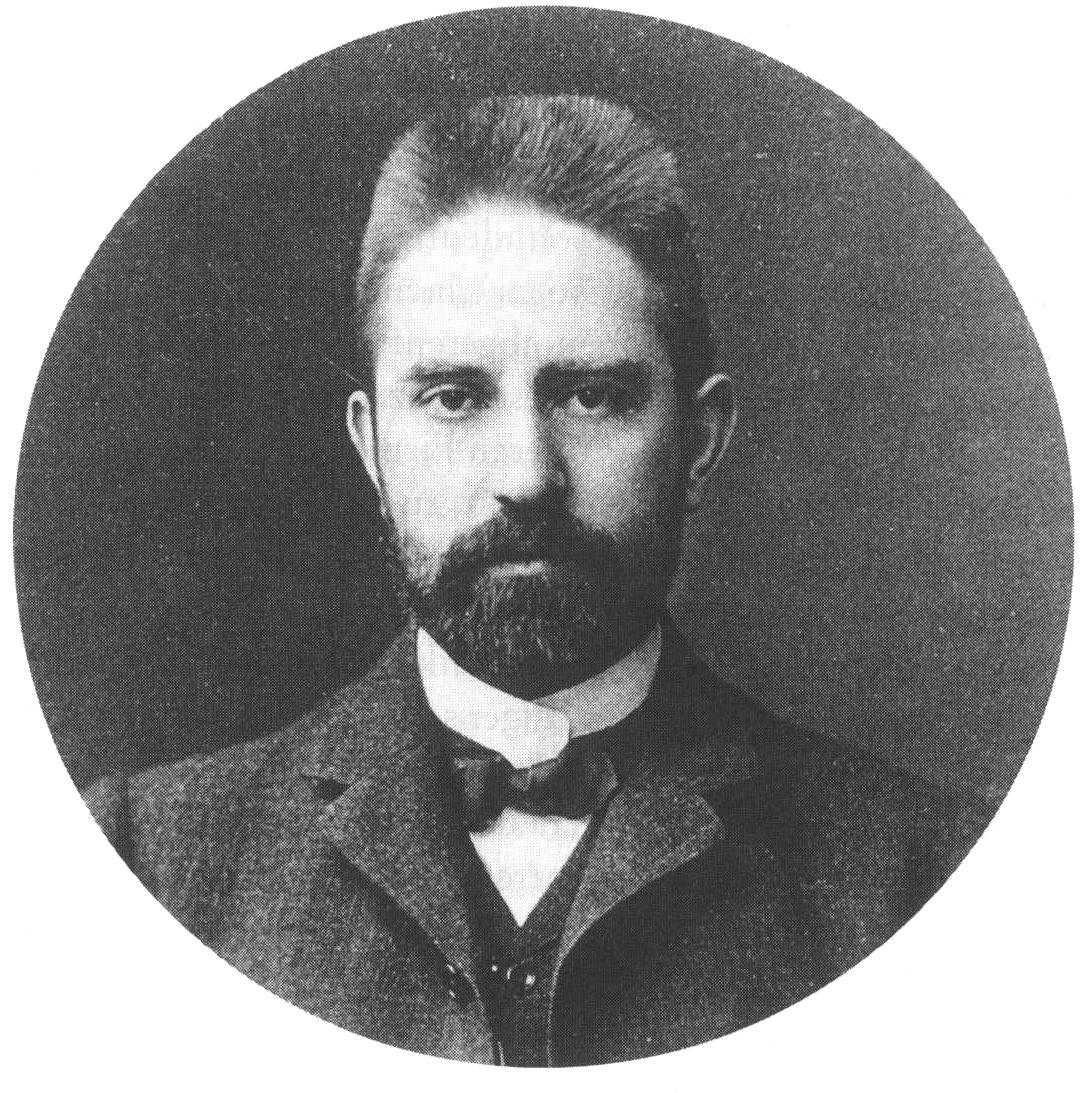
Hugo Stinnes

Hugo Stinnes (ur. 12 lutego 1870 w Mülheim an der Ruhr, zm. 10 kwietnia 1924 w Berlinie) – niemiecki przemysłowiec i polityk.
Był związany z następującymi przedsiębiorstwami:
- Hugo Stinnes GmbH – firma handlowa
- Rheinisch-Westfälische Elektrizitätswerke – elektrownia
- Mülheimer Bergwerks-Verein – kopalnia
- Deutsch-Luxemburgische Bergwerks- und Hütten-AG – kopalnia, huta
- Saar- und Mosel-Bergwerks-Gesellschaft – kopalnia